# 马恒运
马恒运（1960年8月—），经济学博士，河南农业大学经济与管理学院教授，中国教育部长江学者特聘教授，主要从事农业经济理论与政策、资源与环境经济等领域的研究。

## 生平
马恒运本科毕业于山东农业大学，博士毕业于中国农业科学院农经管理专业博士学位，1992年起，在河南农业大学经济与管理学院任教。